# Vayasaneyi-samjita
Vayasaneyi-samjita es el nombre que recibe el samjita (texto principal) del Shukla-iáyur-veda.
El nombre se deriva de Vayasaneyi, patronímico del sabio Iagñavalkia, fundador de la rama Vayasanei.

## Nombre sánscrito y etimología
- vājasaneyisaṃhitā, en el sistema AITS (alfabeto internacional para la transliteración del sánscrito).[1]
- वाजसनेयिसंहिता, en escritura devanagari del sánscrito.[1]
- Pronunciación: /vayasanéi samjitá/ en sánscrito[1]

### Etimología
El nombre se deriva de Vayasaneyi, patronímico del sabio Iagñavalkia, fundador de la rama Vayasanei.
La leyenda relata que el rishi (sabio) Vaishampáiana le enseñó el Iáyur-veda original ―que estaba compuesto simplemente por muchos himnos del Rig-veda (el texto más antiguo de la India, de mediados del II milenio a. C.) pero ordenados por temas― a su discípulo Iagñavalkia.
Sin embargo, este discípulo provocó la ira de su malvado maestro, quien le hizo vomitar el orden de todos los himnos (rich) que había aprendido de memoria (en esa época no existía la escritura).
Vaishampáiana convirtió a sus demás discípulos en perdices (tittiris) y les hizo comer el vómito.
De esa manera, pudieron aprender ese conocimiento ya digerido en la forma del Taittiriya-samjita.
Iagñavalkia entonces le recitó himnos al Sol, quien ―satisfecho por su homenaje―, apareció en la forma de un vayi (‘caballo’) y consintió en darle himnos Iayus nuevos, que no eran conocidos por su antiguo maestro.

## DosIáyur-veda
El texto del Iáyur-veda (uno de los cuatro) tiene dos versiones:
- el Shukla-iáyur-veda (el Iáyur-veda blanco), del que se conocen unas 16 recensiones; y
- el Krisna-iáyur-veda (el Iáyur-veda negro), que puede haber tenido hasta 86 recensiones.[2]

## Recensiones delVayasaneyi-samjita
Hay dos recensiones ―que son casi idénticas, excepto por algunas diferencias― que han sobrevivido del Vayasanei-samjita:
- el Vayasanei-madhiandina y
- el Vayasanei-kanwa.[2]

Otras recensiones son conocidas por su nombre, pero únicamente porque se mencionan en otros textos.
En contraste con las versiones del Shukla-iáyur-veda, las cuatro recensiones supervivientes del Krisna-iayur-veda son muy diferentes entre sí.
Esas recensiones perdidas del Iáyur-veda blanco, mencionadas en otros textos de la antigua India, incluyen
- Yabala,
- Baudhia,
- Sapei,
- Tapaníia,
- Kapola,
- Paundra-Vatsa,
- Avati,
- Paramavatika,
- Parasara,
- Vaineia,
- Vaidheia,
- Katiaiana y
- Vaiyaiavapa.[3]

### Las dos recensiones conocidas delVayasaneyi-samjita
Recensiones del Vayasaneyi-samjita (el samjita del Iáyur-veda blanco)
| Nombre de la recensión | Adhiaias (capítulos) | Anuvakas | N.º de versos | Presencia regional                                                   | Referencias |
| ---------------------- | -------------------- | -------- | ------------- | -------------------------------------------------------------------- | ----------- |
| Madhiandina            | 40                   | 303      | 1975          | Bijar, Madhia Pradesh, Guyarat, norte de India                       | [ 5 ]       |
| Kanua                  | 40                   | 328      | 2086          | Majarastra, Odisha, Telangana, Andhra Pradesh, Karnataka, Tamil Nadu | [ 6 ]       |

## ElVayasaneyi-samjita-upanishad
El Vayasaneyi-samjita-upanishad ―también llamado Isha-vasia-upanishad, Isha-upanishad o Ishopánishad― es uno de los 108 Upanishad principales. Consiste en el último adhyāya (capítulo), el n.º 40, del Vayasaneyi-samjita.